# Rijstgras
Rijstgras (Leersia oryzoides, synoniem: Oryza clandestina) is een overblijvende plant uit de grassenfamilie (Poaceae). De soort staat op de Nederlandse Rode Lijst van planten als zeldzaam en matig afgenomen. De plant komt van nature voor in gebieden met een gematigd klimaat, in die van Azië en Europa, in het oosten van Noord-Amerika en in Midden- en Zuid-Amerika. In Australië is rijstgras ingevoerd.
De 30–120 cm hoge plant heeft kruipende, dunne, sterk vertakte wortelstokken met geknikt, rechtopgaande, sterk vertakte stengels en vormt een losse zode. De knopen zijn behaard. De bladschede heeft een ruwe rug. De geelgroene, lijnvormige bladeren zijn 5–10 mm breed, die van boven en aan de randen zeer ruw aanvoelen. Het gewimperde, kale en ruwe tongetje is tot 1,5 mm lang met aan beide zijden een verlengd deel van de bladschede.

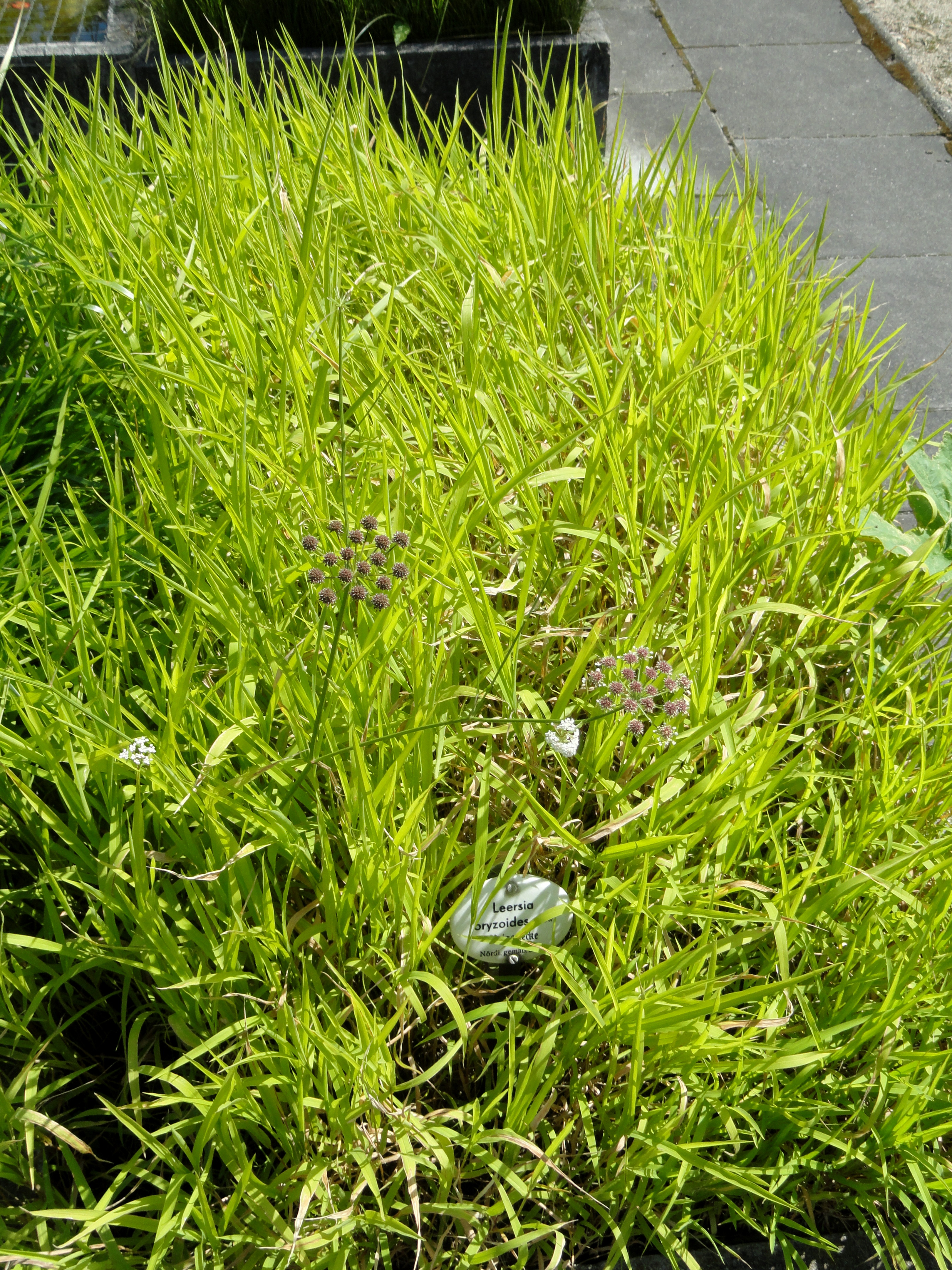
Planten

Rijstgras bloeit in augustus en september met een meestal geheel of gedeeltelijk in de bladschede blijvende pluim. Alleen onder warme omstandigheden komt de pluim helemaal uit de bladschede tevoorschijn. De losse of samengetrokken pluim is 10–22 cm lang en heeft bochtige zijtakken. De bleekgroene, zijdelings afgeplatte aartjes zijn  4–5 mm lang en zeer kort gesteeld. De kelkkafjes bestaan slechts uit een smalle rand aan de top van de aartjessteel. Het onderste kroonkafje (lemma) is bootvormig en heeft op de kiel stijve haartjes. Het drie-nervige, bovenste kroonkafje (palea) is even lang als het onderste of iets langer. De bloem heeft drie meeldraden met witte helmhokjes en twee veerachtige, witte stempels.
Rijstgras groeit op voedselrijke slootkanten. In Zuid-Europa is het in de rijstvelden een lastig te bestrijden onkruid.